# 三聖水櫃公廟
24°27′32″N 120°39′06″E / 24.458853°N 120.651743°E
三聖水櫃公廟，是位於臺灣苗栗縣苑裡鎮苑港里的陰廟，主祀三名被稱為「水櫃公」的海難者。

## 由來

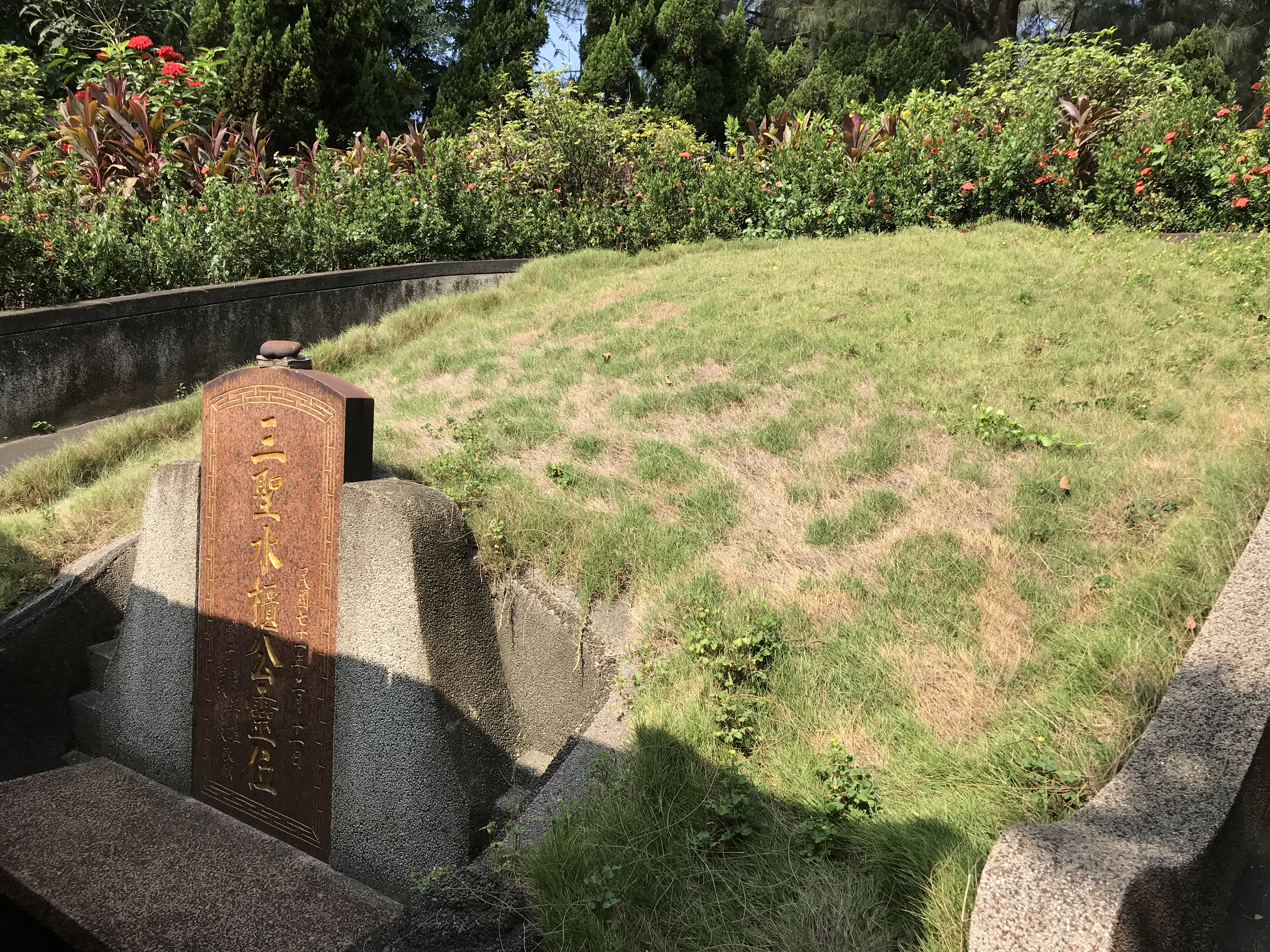
水櫃公墓

相傳有一個水櫃飄到今苑裡鎮苑港里海邊，漁民打開後發現內裝三具屍體。依居民陳順說，鐵釘是由裡面向外釘死，研判他們是自己躲入水櫃要逃生，因缺少食物與飲水而死亡。當漁民抬上岸擇地埋葬，但搬到離海岸不遠時繩索卻斷掉，由於當時天色已黑，大夥兒乃相約翌日清晨再處理，第二天日繼續處理屍體時，櫃子已覆蓋著一層厚沙，看起來就像一座墳墓，漁民就在此立碑作墓。
自此以後，當地漁民們每次出海捕魚前，都會先到墓前膜拜以祈求平安，後來有人建一座小廟，1980年代地方人士陸續擴建成今規模。

## 祭祀

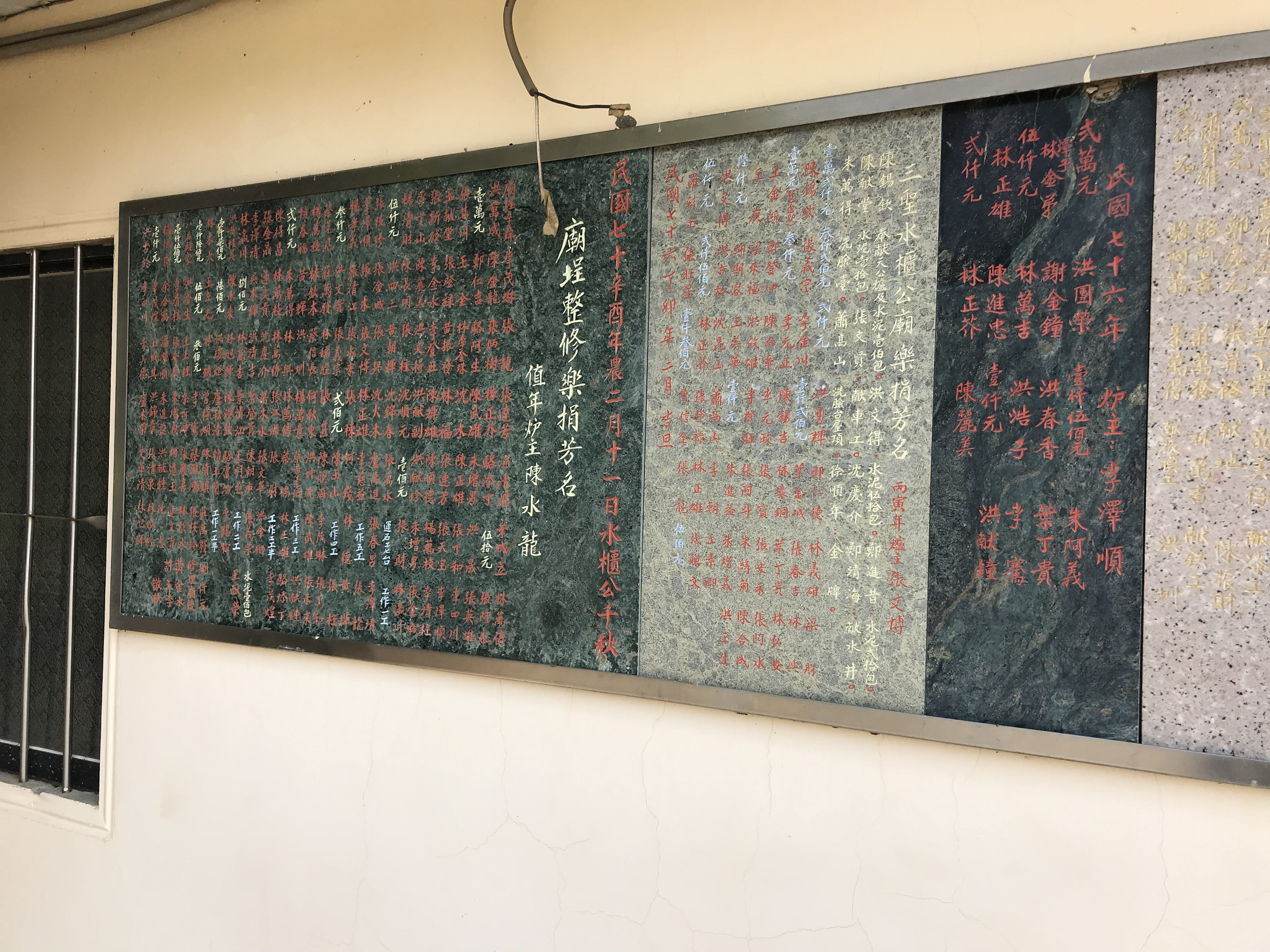
樂捐名單

此廟是苑港里的信仰中心，其祭祀日農曆二月十一日一說是該日漂流到苑港里海邊，另一說是依里民柯秋金研究是水櫃公忌日。
傳聞天候不佳時，水櫃公廟會發出火球，警告漁民不可出海。一次，陳順等漁民搭竹筏捕魚，遇到海難飄至梧棲外海，後安全返回，於是村民相信是水櫃公保佑。
苑裡反瘋車自救會抗爭期間，多次向此廟祈願，希望水櫃公保佑順利拆除風機。當二十四號與十八之一號風機基座終獲拆除，2014年10月10日，自救會舉辦酬神儀式，並請北海岸環境自救會帶三匹白馬，由成員騎馬在苑港遊行以敬謝神明。